# Lucjan Marczewski
Lucjan Marczewski (ur. 1879 w Warszawie, zm. 17 kwietnia 1935 w Choroszczy) – polski kompozytor i pedagog muzyczny.

## Życiorys
Studiował u Zygmunta Noskowskiego w Warszawskim Instytucie Muzycznym. Jego pracą dyplomową było Scherzo symfoniczne, wyróżnione publicznym wykonaniem na popisie uczniów szkoły. Uzyskał ponadto nagrodę w konkursie im. Kazimierza Lubomirskiego za utwór Kanon (1903) i II nagrodę w konkursie na najlepszą pieśń polską za Do twych kochanych stóp (1905). Kształcenie kontynuował w Paryżu u Gabriela Faurégo, uzyskując Premier Prix za pięciogłosową Fugę na fortepian. Po powrocie do kraju wykładał w szkole muzycznej Warszawskiego Towarzystwa Muzycznego. W latach 1912–1914 prowadził w Warszawie własne Liceum Muzyczne. Jako pierwszy w Polsce kształcił w zakresie harmonii w oparciu o system Hugo Riemanna. O jego pracy pedagogicznej z uznaniem wypowiadał się Ignacy Jan Paderewski. Zmarł w osamotnieniu w szpitalu psychiatrycznym w Choroszczy.
Komponował nokturny i preludia na fortepian, tańce oraz pieśni solowe. W oparciu o skale starogreckie pisał muzykę do pieśni Katullusa. Był też autorem muzyki do sztuk scenicznych, m.in. Legionu, Achilleis i Nocy listopadowej Stanisława Wyspiańskiego, Księcia Niezłomnego Barki i Króla Edypa Sofoklesa. Opracował muzycznie Marsz Sokołów. Dążył do połączenia ideałów dramatu muzycznego Richarda Wagnera z tradycjami bel canto. Pod względem stylistycznym nawiązywał do twórczości Giacoma Pucciniego. W 1929 roku zainicjował i zorganizował wydanie pieśni patriotycznych polskich kompozytorów. W 1932 roku jego utwory wykonano na koncercie z okazji 141. rocznicy uchwalenia Konstytucji 3 maja w Rio de Janeiro. Poza muzyką zajmował się również chemią, medycyną i filozofią, był znawcą literatury antycznej.